# Валеджо
Валеджо  (на италиански: Valeggio) е село и община в провинция Павия в Италия, регион Ломбардия, разположен на около 40 km югозападно от Милано и на 25 km западно от Павия. Разположено е на площ 9,8 km². Към 31 декември 2017 г. има население от 222 души.